# Kiera Cass
Kiera Cass (Myrtle Beach, Dél-Karolina, 1981. május 19. –) amerikai írónő, aki elsősorban ifjúsági (Young Adult) könyveket ír. Leghíresebb könyvsorozata A Párválasztó (The Selection), amelynek azonos című első része 2012-ben jelent meg.

## Ifjúkora
A dél-karolinai Myrtle Beach-en született és nőtt fel. Puerto Rico-i származású. A Socastee High Schoolban érettségizett, és a Radford Egyetemen végzett történelemből. Járt a Coastal Carolina Egyetemre is.

## Magánélete
Jelenleg Los Angelesben él a férjével és két gyerekükkel.

## Könyvei

### A Párválasztó sorozat (sorrendben)
- A Párválasztó (The Selection) (2012)
- Az Elit (The Elite) (2013)
- Az Igazi (The One) (2014)
- A koronahercegnő (The Heir) (2015)
- A korona (The Crown) (2016)

#### Kiegészítő könyvek
- The Prince (2013) (magyarul nem jelent meg)
- The Guard (2014) (magyarul nem jelent meg)
- Párválasztó történetek (The Selection Stories: The Prince & The Guard) (2014)
- The Queen (2014) (magyarul nem jelent meg)
- The Favorite (2015) (magyarul nem jelent meg)
- Párválasztó történetek 2. (The Queen & The Favorite) (2015)

### Eljegyezve sorozat (sorrendben)
- Eljegyezve (The Betrothed) (2020)
- Elárulva (The Betrayed) (2021)

### Önálló könyvek
- A szirén (The Siren) (2009)
- A Thousand Heartbeats (2022) (magyarul nem jelent meg)